# Radical Axis
Radical Axis, Inc. (stilizzato radicalaxis) è stato uno studio di animazione con sede ad Atlanta, in Georgia. Nota soprattutto per aver lavoro a diverse produzioni televisive e pubblicità, la Radical Axis è stata fondata nel 2000 da Scott Fry, animatore per la serie animata Aqua Teen Hunger Force. Riconosciuto al tempo come uno degli studi più velocemente in crescita del sud-est, oltre ad Aqua Teen Hunger Force ha prodotto l'animazione di Squidbillies, Perfect Hair Forever, 12 oz. Mouse e Sealab 2021 per Adult Swim, di Freak Show per Comedy Central e Archer per FX. Lo studio ha animato anche il lungometraggio Aqua Teen Hunger Force Colon Movie Film for Theaters.
Lo studio ha avuto uffici situati a Studio City, in California, e a Bangkok, in Thailandia.
Il 30 settembre 2021, lo studio è stato ufficialmente sciolto dal Segretario di Stato della Georgia. Il precedente sito web dell'azienda è stato chiuso e la sua sede principale al 666 9th Street Northwest di Atlanta non è occupata.

## Storia

### Fondazione e sviluppo

Scott Fry durante l'intervista dello speciale Radical Axis Presents Radical Axis Presents.

La Radical Axis viene fondata ad Atlanta, in Georgia, da Scott Fry nel 2000, concentrandosi inizialmente in motion graphic e design per prodotti destinati all'animazione televisiva. Operando inizialmente da un ripostiglio degli studi di Cartoon Network, lo studio ha prodotto l'animazione delle prime anteprime del blocco televisivo Adult Swim come Aqua Teen Hunger Force, fornendo animazioni aggiuntive in Sealab 2021 e The Brak Show. La Radical Axis si è rapidamente espansa, spostandosi in una propria struttura a Midtown Atlanta, in Georgia. Da allora, lo studio ha ampliato la propria sede tre volte distinte per soddisfare le esigenze della sua base di clienti in rapida crescita. Fin dai primi anni 2000, Radical Axis ha quasi sempre raddoppiato le entrate di ogni anno. 
Oltre al suo lavoro sulle serie animate, l'azienda disponeva di una divisione commerciale dedicata specificamente alla fornitura di servizi di animazione e progettazione per spot televisivi, promozioni, sequenze di titoli e ID di rete. Ha prodotto progetti per varie società tra cui Kellogg's, Chuck E. Cheese, Earthlink, Cheetos, L'Oreal, Walmart e Campbell's.
Al 2005, Radical Axis completava un progetto commerciale ogni quattro giorni e un programma televisivo ogni tre settimane. Durante la produzione della serie animata Freak Show del 2006, lo studio ha affrontato tutti gli aspetti della produzione, dalle registrazioni audio e il design fino agli storyboard e alla trasmissione effettiva dell'episodio.
Lo studio ha fondato un ufficio a Studio City, in California e un altro nel 2010 a Bangkok, in Thailandia. Lo studio si presenta in un breve documentario sarcastico in stile anni 40 dal nome Radical Axis Presents Radical Axis Presents. Questo documentario è disponibile sia come caratteristica speciale del volume 6 della serie Aqua Teen Hunger Force che nel canale youtube dello studio. Radical Axis è stato anche elogiato dal creatore/scrittore di Freak Show, David Cross, che ha dichiarato: "Radical Axis è in pratica la Bibbia di Gutenberg dell'animazione. In breve, una delle invenzioni più significative e innovatrici della storia che ci ha portato avanti fuori dalle erbacce più oscure. Il tutto ovviamente è mischiato a un po' di divertimento".
I file di animazione e i disegni sono spesso scaricati da siti FTP e approvati tramite posta elettronica o messaggistica istantanea.

## Filmografia

### Lungometraggi
- Aqua Teen Hunger Force Colon Movie Film for Theaters (2007)

### Cortometraggi
- Stiff (2007)

### Serie animate
- Aqua Teen Hunger Force (2000-2012)
- Sealab 2021 (2002-2003)
- Perfect Hair Forever (2004-2007)
- 12 oz. Mouse (2005-2007)
- Robot Chicken (2005-2011)
- Squidbillies (2005-2011)
- Freak Show (2006)
- Window Seat (2007)
- Cherry Bomb (2008-2013)
- A Priest, A Rabbi and A Minister Walk Into a Bar (2009-2010)
- Archer (2009-2011)
- Cheyenne Cinnamon and the Fantabulous Unicorn of Sugar Town Candy Fudge (2010)
- Soul Quest Overdrive (2011)